# Шторе
Шторе (словен. Štore) је градић и управно средиште истоимене општине Шторе, која припада Савињској регији у Републици Словенији.
По попису становништва из 2011. године, насеље Шторе имало је 1.937 становника.